# Bradypterus lopezi
Bradypterus lopezi là một loài chim trong họ Locustellidae.